# 平山智規
平山 智規（ひらやま とものり、1978年1月9日 - ）は、静岡県浜北市（現・浜松市浜名区）出身の元プロサッカー選手。ポジションはミッドフィールダー。愛称はヒラ、シューシャ。
様々なキックを蹴り分けられる、精度の高い左足を持つ左サイドアタッカー。クラブではプレイスキックも担当する。

## 経歴
東海大一中から静岡北高を経て、1996年に柏レイソルへ練習生として入団。ブラジルのジュベントスへ留学を経験した後、3年目の1999年途中からチームでポジションを掴み始め、同時にシドニー五輪予選を戦うU-22代表にも招集された。2000年末には、トルシエ監督の日本代表合宿にも招集された。2003年8月のナイジェリア戦を前に、負傷により辞退した奥大介（横浜F・マリノス）に代わって代表に招集されたが、試合出場の機会はなかった。
2007年シーズンをもって契約満了となり退団となり、そのまま引退を発表。
2008年より柏レイソルで育成・普及部の普及コーチに就任すると発表したが、2008年6月30日付での退社が発表された。
2009年6月に柏レイソルアカデミー スクールコーチとして復帰。
柏レイソル復帰直後の2009年6月29日、オフィシャルブログを開設した。
2012年にU-15コーチとなり、2014年5月現在は柏レイソルU-12 コーチを務めている。
シューシャという愛称の名付け親はカレカ。

## 所属クラブ
- 1990年 - 1992年 東海大学第一中学校
- 1993年 - 1995年 静岡北高等学校
- 1996年 - 2007年 柏レイソル

## 個人成績
| 国内大会個人成績 | 国内大会個人成績 | 国内大会個人成績 | 国内大会個人成績 | 国内大会個人成績 | 国内大会個人成績 | 国内大会個人成績 | 国内大会個人成績 | 国内大会個人成績 | 国内大会個人成績 | 国内大会個人成績 | 国内大会個人成績 |
| 年度             | クラブ           | 背番号           | リーグ           | リーグ戦         | リーグ戦         | リーグ杯         | リーグ杯         | オープン杯       | オープン杯       | 期間通算         | 期間通算         |
| 年度             | クラブ           | 背番号           | リーグ           | 出場             | 得点             | 出場             | 得点             | 出場             | 得点             | 出場             | 得点             |
| 日本             | 日本             | 日本             | 日本             | リーグ戦         | リーグ戦         | リーグ杯         | リーグ杯         | 天皇杯           | 天皇杯           | 期間通算         | 期間通算         |
| ---------------- | ---------------- | ---------------- | ---------------- | ---------------- | ---------------- | ---------------- | ---------------- | ---------------- | ---------------- | ---------------- | ---------------- |
| 1996             | 柏               | -                | J                | 0                | 0                | 2                | 0                | 0                | 0                | 2                | 0                |
| 1997             | 柏               | 21               | J                | 0                | 0                | 2                | 0                | 0                | 0                | 0                | 0                |
| 1998             | 柏               | 28               | J                | 0                | 0                | 0                | 0                | 0                | 0                | 0                | 0                |
| 1999             | 柏               | 24               | J1               | 16               | 2                | 9                | 1                | 0                | 0                | 25               | 2                |
| 2000             | 柏               | 6                | J1               | 27               | 3                | 1                | 0                | 2                | 0                | 30               | 3                |
| 2001             | 柏               | 6                | J1               | 29               | 3                | 3                | 0                | 0                | 0                | 32               | 3                |
| 2002             | 柏               | 24               | J1               | 27               | 2                | 6                | 0                | 1                | 0                | 34               | 2                |
| 2003             | 柏               | 24               | J1               | 27               | 1                | 3                | 0                | 0                | 0                | 30               | 1                |
| 2004             | 柏               | 24               | J1               | 5                | 1                | 3                | 0                | 1                | 0                | 9                | 1                |
| 2005             | 柏               | 24               | J1               | 27               | 2                | 5                | 0                | 2                | 0                | 34               | 2                |
| 2006             | 柏               | 24               | J2               | 33               | 3                | -                | -                | 1                | 0                | 34               | 3                |
| 2007             | 柏               | 24               | J1               | 8                | 0                | 2                | 0                |                  |                  |                  |                  |
| 通算             | 日本             | 日本             | J1               | 166              | 14               | 36               | 1                | 6                | 0                | 208              | 15               |
| 通算             | 日本             | 日本             | J2               | 33               | 3                | -                | -                | 1                | 0                | 34               | 3                |
| 総通算           | 総通算           | 総通算           | 総通算           | 199              | 17               | 36               | 1                | 7                | 0                | 142              | 18               |

その他の公式戦
- 2005年
  - J1・J2入れ替え戦 1試合0得点
- 初出場・初得点 - 1999年5月29日対ベルマーレ平塚戦（平塚競技場）

## 代表歴
- 1999年 シドニーオリンピックアジア地区最終予選 U-22日本代表
- 2003年 キリンチャレンジカップ 日本代表

## タイトル
- 1999年 Jリーグ・ヤマザキナビスコカップ優勝

## 指導歴
- 2009年 - 柏レイソル
  - 2009年 - 2010年 スクールコーチ
  - 2011年 U-15 コーチ
  - 2012年 - 2014年 U-12 コーチ
  - 2015年 - 2016年 U-12 監督
  - 2017年 U-15 コーチ
  - 2018年 - 2019年 U-12 コーチ
  - 2020年 - 2021年 U-12 監督
  - 2022年 - 2023年 U-15 監督
  - 2024年 U-18 コーチ
  - 2025年 - アカデミーサブダイレクター 兼 U-12コーチ